# 霍玛·达拉比
霍玛·达拉比（波斯語：‎；1940年—1994年2月22日），是伊朗儿科医生、学者、政治活动者。她在1994年为了抗议伊朗政府的妇女头巾强制政策而自焚身亡。

## 生平
达拉比于1940年生于伊朗首都德黑兰。1959年，于高中毕业，进入德黑兰大学医学院。1960年，她参与学生示威，支持伊朗民族陣線，遭到巴列维政权当局拘留。1963年，与同学马努切赫尔·凯哈尼（Manoochehr Keyhani）结婚。自医学院毕业后，她曾前往伊朗北部的村镇巴赫马尼耶（Bahmanieh）执业。随后她赴美留学，取得心理学的儿科专业学位，1976年归国，在德黑兰大学担任儿童精神病学教授，并继续参与反对巴列维政权的示威运动。她亦于伊朗国立大学任教。
1991年12月，她因不遵守妇女头巾强制政策而遭到学校解职。1993年5月，法庭判决解职无效，但校方仍不愿恢复其职位。

## 死亡
1994年2月21日，达拉比在德黑兰的塔吉里什解开头巾，浇油自焚。翌日，她因烧伤医治无效而离世。

## 延伸阅读
- Darabi, Parvin; Thomson, Romin P. . Amherst, N.Y. : Prometheus Books. 1999. ISBN 9781573926829 （英语）.